# Parti ivoirien des travailleurs
Le Parti ivoirien des travailleurs (PIT) est un parti politique de Côte d'Ivoire.

## Historique
Le Parti Ivoirien des Travailleurs a été fondé en 1990 sous l'égide de  Francis Wodié.
Il fut longtemps présidé par Francis Wodié, unique opposant à Henri Konan Bédié lors de l'élection présidentielle de 1995 et à nouveau candidat lors du scrutin de 2000, qui a vu la victoire de Laurent Gbagbo face au général Robert Guéï.
Le parti est représenté dans les gouvernements Konan Banny II, Soro I et Soro II par Daniel Aka Ahizi, ministre de l’Environnement et des Eaux et Forêts.
L’actuel président de ladite formation politique a eu la charge de succéder à Francis Wodié lors du 4ème congrès ordinaire du PIT Docteur Ahizi Aka Daniel .
Depuis le 03 Juillet 2024, le fondateur du PIT est décédé.

## Candidats à l'élection présidentielle
| 1 | Francis Wodié |      |        | 1995 | 3,56 % |
| 1 | Francis Wodié | 2000 | 5,70 % |      |        |
| 1 | Francis Wodié | 2010 | 0,29 % |      |        |